# Future house
Genres dérivés
Bass house
La future house (également connue sous le nom de UK deep house,) est un genre de musique électronique décrit comme une fusion de deep house et de UK garage intégrant des éléments d'autres genres d'electronic dance music,,,.
La future house est lancée au début des années 2010 et crédité par le disc jockey français Tchami comme une « blague » sur le site Soundcloud. Largement médiatisé, le genre se popularise à l'international, et plusieurs artistes connus tels que Oliver Heldens, Showtek et Diplo s'y essayent.

## Caractéristiques
La future house est un genre de musique électronique décrit comme une fusion de deep house et de UK garage intégrant des éléments d'autres genres d'electronic dance music,,, et un sous-genre de la musique house. Les chansons du genre se caractérisent normalement par des stabs de synthétiseurs, une mélodie dite en sourdine accompagnée d'un drop métallique et élastique.

## Histoire

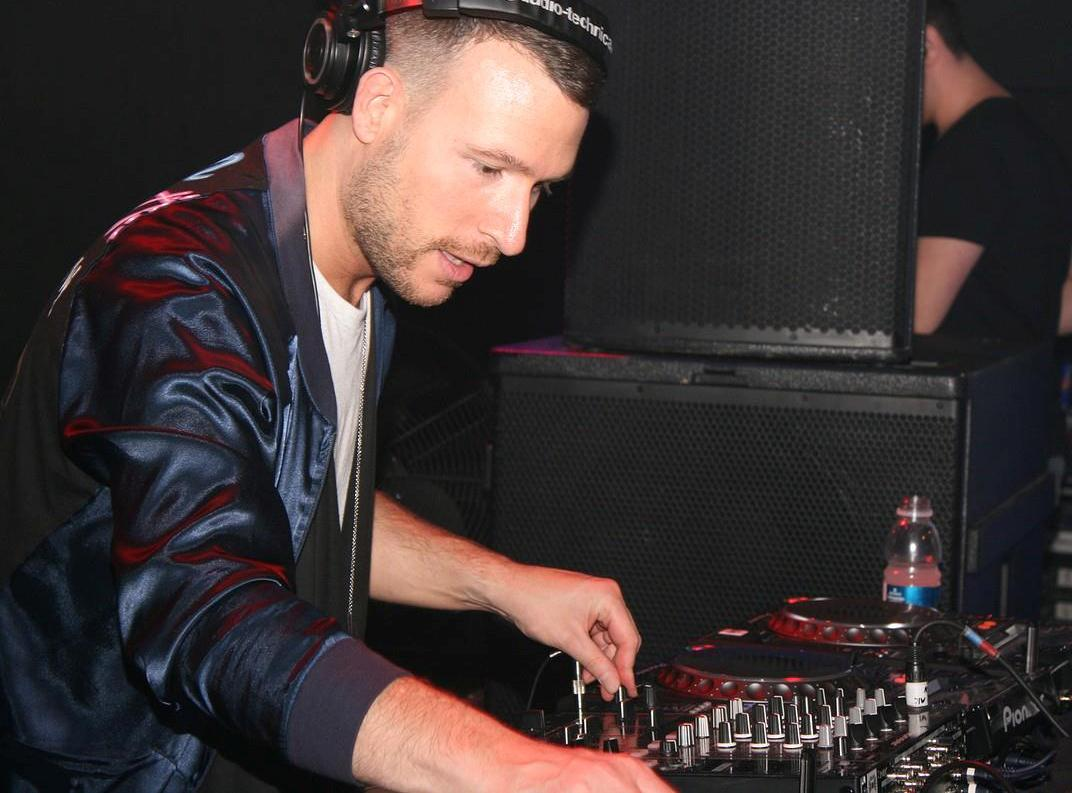
Don Diablo, disc jockey catégorisé future house.

La future house est lancée au début des années 2010 comme une « blague » ou « par accident ». Tchami, disc jockey français, est crédité pour avoir lancé le genre et le terme. Pour lui, ce terme est initialement utilisé pour décrire les chansons qu'il a téléchargées sur le site de partage SoundCloud, mais le terme est adopté par les fans et par la presse spécialisée. La musique de Tchami devient de facto le « son de la future house ». L'artiste explique lors d'un entretien, « dans ma tête, la future house n'était pas « un genre de house qui n'a pas encore été inventé ». » Avec ce nouveau genre, Tchami compte plus de dix millions de lectures en une brève période.
En 2013, le disc jockey néerlandais Oliver Heldens, qui avait commencé sa carrière dans le domaine de la big room house et de la tech house, décide après avoir écouté de la future house de se lancer dans ce genre avec la chanson Gecko, qui devient un succès mondial. Heldens devient alors un représentant majeur du genre, bien qu'il précise qu'il n'a « pas créé cette tendance, qui a émergé d'un mouvement collectif, initié par de nombreux DJs ». Néanmoins, sur le réseau social Twitter, des divergences entre Heldens et Tchami font surface, Tchami l'accusant en septembre 2014 de « copier son style. » Bien qu'initialement non véritablement définie, la musique d'Oliver Heldens atteint très vite les classements sur Beatport. En 2014, DJ Magazine annonce que « la future house semble s'être érigée dans la nouvelle génération de l'EDM. »
En 2015, le musicien Diplo se lance dans la future house, ainsi que Laidback Luke pour son album sorti cette même année. En parallèle, le musicien Curbi représente, à 17 ans, une icône montante de la « nouvelle génération de la future house. »

## Artistes
Les artistes impliqués dans la future house incluent notamment Bougenvilla, Curbi, Diplo, Don Diablo,  Laidback Luke, Martin Solveig, Oliver Heldens,, Mr. Belt & Wezol, Shaun Frank et Showtek.